# Simulium sarawakense
Simulium sarawakense är en tvåvingeart som beskrevs av Takaoka 2001. Simulium sarawakense ingår i släktet Simulium och familjen knott. Inga underarter finns listade i Catalogue of Life.